# Зомерсдорф (Округ Берде)
Зомерсдорф (њем. Sommersdorf) општина је у њемачкој савезној држави Саксонија-Анхалт. Једно је од 35 општинских средишта округа Берде. Према процјени из 2010. у општини је живјело 1.534 становника. Посједује регионалну шифру (AGS) 15083485.

## Географски и демографски подаци
Зомерсдорф се налази у савезној држави Саксонија-Анхалт у округу Берде. Општина се налази на надморској висини од 165 метара. Површина општине износи 29,3 km². У самом мјесту је, према процјени из 2010. године, живјело 1.534 становника. Просјечна густина становништва износи 52 становника/km².